# Jef Verheyen
Pour les articles homonymes, voir Verheyen.
Jef Jozef Verheyen, né le 6 juillet 1932 à Iteghem (Belgique) et mort le 2 mars 1984 à Apt (France), est un peintre belge.